# Bouée (Loire-Atlantique)
Pour les articles homonymes, voir Bouée (homonymie).
Bouée est une commune de l'Ouest de la France, située dans le département de la Loire-Atlantique, en région Pays de la Loire. La commune fait également partie de la Bretagne historique et plus particulièrement du Pays nantais.
Ses habitants sont appelés les Bouésiens et Bouésiennes ou les Bouéziens et Bouéziennes. Certaines personnes auraient préféré officialiser Bouéens mais l'usage n'a pas entériné cette forme.

## Géographie
Situation

Situation de la commune de Bouée dans le département de la Loire-Atlantique.

Bouée est situé entre le Sillon de Bretagne et la rive nord de la Loire, à mi-chemin (38 km) entre Nantes et Saint-Nazaire, à 5 km au sud-est de Savenay.
Les communes limitrophes sont Cordemais, Malville, Savenay et Lavau-sur-Loire.
|                 | Savenay | Malville  |
| Lavau-sur-Loire | Bouée   | Cordemais |
|                 | Loire   |           |

Les marais
Sa position en bord de Loire dans une zone non industrialisée en fait un lieu de passage privilégié pour les oiseaux migrateurs entre le lac de Grand-Lieu au sud et la Brière au nord. La faune avicole sauvage est particulièrement riche dans les roselières en bord de Loire.
Les marais entrecoupés de douves et d'étiers donnent à la commune un attrait particulier pour les randonneurs et les amateurs d'observation de la nature.

### Climat
Pour des articles plus généraux, voir Climat des Pays de la Loire et Climat de la Loire-Atlantique.
En 2010, le climat de la commune est de type climat océanique franc, selon une étude du CNRS s'appuyant sur une série de données couvrant la période 1971-2000. En 2020, Météo-France publie une typologie des climats de la France métropolitaine dans laquelle la commune est exposée à un climat océanique et est dans la région climatique  Bretagne orientale et méridionale, Pays nantais, Vendée, caractérisée par une faible pluviométrie en été et une bonne insolation. 
Pour la période 1971-2000, la température annuelle moyenne est de 12,2 °C, avec une amplitude thermique annuelle de 13,2 °C. Le cumul annuel moyen de précipitations est de 780 mm, avec 12,5 jours de précipitations en janvier et 6,3 jours en juillet. Pour la période 1991-2020, la température moyenne annuelle observée sur la station météorologique de Météo-France la plus proche, « Saint-Nazaire-Montoir », sur la commune de Montoir-de-Bretagne à 18 km à vol d'oiseau, est de 12,6 °C et le cumul annuel moyen de précipitations est de 792,0 mm,. Pour l'avenir, les paramètres climatiques de la commune estimés pour 2050 selon différents scénarios d'émission de gaz à effet de serre sont consultables sur un site dédié publié par Météo-France en novembre 2022.

## Urbanisme

### Typologie
Au 1er janvier 2024, Bouée est catégorisée commune rurale à habitat dispersé, selon la nouvelle grille communale de densité à sept niveaux définie par l'Insee en 2022.
Elle est située hors unité urbaine. Par ailleurs la commune fait partie de l'aire d'attraction de Nantes, dont elle est une commune de la couronne,. Cette aire, qui regroupe 116 communes, est catégorisée dans les aires de 700 000 habitants ou plus (hors Paris),.
La commune, bordée par l'estuaire de la Loire, est également une commune littorale au sens de la loi du 3 janvier 1986, dite loi littoral. Des dispositions spécifiques d’urbanisme s’y appliquent dès lors afin de préserver les espaces naturels, les sites, les paysages et l’équilibre écologique du littoral, tel le principe d'inconstructibilité, en dehors des espaces urbanisés, sur la bande littorale des 100 mètres, ou plus si le plan local d’urbanisme le prévoit.

### Occupation des sols
L'occupation des sols de la commune, telle qu'elle ressort de la base de données européenne d’occupation biophysique des sols Corine Land Cover (CLC), est marquée par l'importance des territoires agricoles (73,9 % en 2018), en diminution par rapport à 1990 (90,9 %). La répartition détaillée en 2018 est la suivante : 
prairies (50,4 %), zones humides intérieures (21,4 %), terres arables (14,2 %), zones agricoles hétérogènes (9,4 %), zones urbanisées (1,4 %), espaces verts artificialisés, non agricoles (1,3 %), zones humides côtières (0,9 %), eaux continentales (0,9 %), zones industrielles ou commerciales et réseaux de communication (0,1 %), eaux maritimes (0,1 %). L'évolution de l’occupation des sols de la commune et de ses infrastructures peut être observée sur les différentes représentations cartographiques du territoire : la carte de Cassini (XVIIIe siècle), la carte d'état-major (1820-1866) et les cartes ou photos aériennes de l'IGN pour la période actuelle (1950 à aujourd'hui).

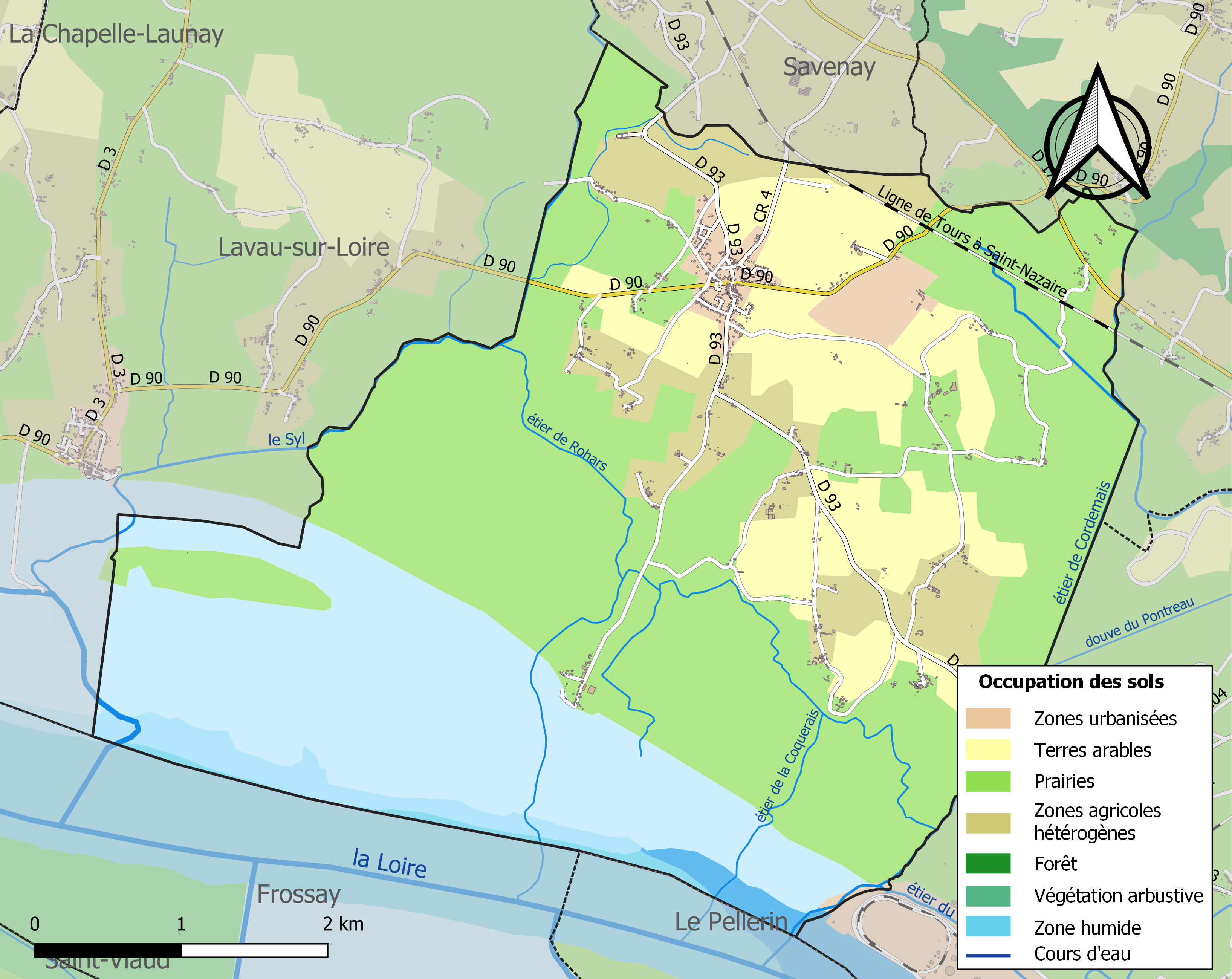
Carte des infrastructures et de l'occupation des sols de la commune en 2018 (CLC).

## Toponymie
Bouée s'écrivait la plupart du temps Boué jusqu'au XIXe siècle ainsi que l'on peut le lire sur les cartes anciennes et les archives.
Pour expliquer l'étymologie du nom, il n'existe que des hypothèses, car on ne dispose pas de formes plus anciennes que Boué.
- Albert Dauzat et Charles Rostaing[15] se basant sur la graphie BouéE proposent de manière conjecturelle *bovata « pâturage à bœuf », du latin bovis, beuf (ou du gaulois bov-) et le suffixe -ata devenue -ée en langue d'oïl ou encore du bas latin *bauata « endroit boueux » du gaulois baua (cf. gallois baw, boue, fange, saleté) forme primitive du mot boue (graphié boe en ancien français) suivi là encore du suffixe latin -ata devenu -ée en langue d'oïl.

Cependant, les formes anciennes ne comportent pas la graphie « é + e » et il est peu probable que ce territoire ait été défini au Moyen Âge comme « pâturage à bœuf » alors que l'aménagement des marais n'est pas ancien, ce qui n'a permis qu'un développement récent de l'élevage.
- Bouée est souvent confondue avec la commune de Bouaye dans le même département. Le rapprochement étymologique est effectivement tentant et peut-être pertinent. En 1115, le document qui mentionne pour la première fois la paroisse de Boia se rapporte à Bouaye, attestée autrement sous les formes Boae en 1325 et Boaye en 1426 et qu'Ernest Nègre[16] considère comme basé sur le nom de personne gaulois Bovius 'le bœuf', suivi de la désinence -a. Cependant que Marie-Thérèse Morlet, citée par Xavier Delamarre[17], le donne comme un Boiacum, basé sur le nom de personne gaulois Boios, avec le suffixe -acum (< *-āko > *-ACU) passé au féminin selon A. Dauzat et Ch. Rostaing *-aca > -aye[18], précédé, par contre, comme chez E. Nègre de Bovius, c'est-à-dire *Boviaca.
- Si l'on se base sur la graphie Bou-é, on peut donc poser, tout comme Marie-Thérèse Morlet pour Bouaye, le type toponymique Boiacum (*Boiāko- > *BOIACU), composé du nom de personne gaulois Boios suivi du suffixe de propriété *-āko > -acum (*-ACU), au motif qu'il a très souvent évolué en -é dans la partie ouest de la France, en ce cas, il est homonyme des nombreux Bouy, Bouy-sur-Orvin, Bouy-Luxembourg du nord de la France, tous issus de Boiacum. On peut établir un parallèle avec les Jouy et Joué, issus de *GAUDIACU (Gaudiacum), ainsi que Loué et Lohéac, issus de *LAUDIACU (Laudiacum). Les mêmes Dauzat et Rostaing donnent aussi un Boiacum pour expliquer Buhy et Bué. En l'absence de formes anciennes, il est de toute façon impossible de trancher et on peut tout aussi bien ici, ajouter le Bovius de Dauzat et Nègre et pourquoi pas un *Boutiāko- > *BOUTIACU, dérivé d'un autre anthroponyme gaulois basé sur le nom du « bœuf », Boutius (cf. le nom de l'étable en gaulois *boutego-, comparable au vieux breton boutig de même sens), voire un *Bodiāko- > *BODIACU comme « lieu de la corneille » de bodio-, corneille.
- Le nom Bozeg est une traduction en breton mais ne correspond pas à un usage local passé. Cette forme est basée sur l'hypothétique  *BOUTIACU ou *Boutego-, dont le seul mérite est de restituer avec justesse [?] le suffixe -acum, issu du celtique -āko, qui a justement abouti en celtique insulaire à -og, puis à -eug (graphié -euc en français), enfin -eg (graphié -ec en français) en breton, à moins qu'il ne s'agisse de l'évolution du vieux breton boutig en bozeg ?

Bouée possède un nom en gallo, la langue d'oïl locale, écrit Bóey selon l'écriture ELG ou Bouee selon l'écriture MOGA. En gallo, le nom de la commune se prononce [bwəː],.

## Histoire
- Historiquement la commune est située en Bretagne. On y parlait le gallo, parler roman d'oïl de la Haute-Bretagne.  Plusieurs  toponymes de la commune pourraient être d'origine bretonne (Rohars, Couëbas, Rochoux[21]...), ce qui fait supposer à certains que le breton a été parlé à Bouée au Moyen Âge. Le breton était en recul dans la partie occidentale de l'évêché de Nantes au début du XIIe siècle[22].

Le faible nombre de ces éventuels toponymes issus du brittonique amène à cette conclusion : Bouée est bien en territoire gallo, en Haute-Bretagne et seules de petites communautés ont pu pratiquer la langue bretonne sur une période limitée au Haut Moyen Âge. Du reste, Bouée se trouve au centre d'une zone allant de Nantes à Donges dont les toponymes sont exclusivement romans. Si quelques noms peuvent s'expliquer par le brittonique, il ne s'agit en fait que de 4 ou 5 toponymes sur un total d'environ 70.
Le patois local des anciens est issu du gallo-roman. Les toponymes et les patronymes sont presque tous issus du français ou du gallo. Aucune trace non plus de la langue bretonne dans les archives.
Rochoux contient vraisemblablement le nom du « rocher » sur lequel est construit le moulin : roc'hou, rochou, ces noms désignent effectivement des rochers en Bretagne, mais il peut s'analyser également comme une forme romane caractéristique des dialectes d'oïl de l'ouest, ici spécifiquement le gallo, rochoux, c'est-à-dire « rocheux »
Couébas est connu sous la forme Couestas dans un aveu de 1449, peut être est-il composé avec le breton koet « bois », suivi d'un élément -stas, non éclairci, si la forme de 1449 est correcte. Peut-être a-t-il subi l'attraction tardive du vieux français et de la forme dialectale coue pour « queue », suivi du mot « bas ». Autre nom de lieu à Bouée qui procède vraisemblablement du breton koet : Coësby, qui est mentionné sous la forme Coetbic en 1387. Le sens en est « le bois de la pie ». Citons encore les toponymes Magouet, du breton magouer « muraille » (du latin maceria), ainsi que Le Catuellant, du nom d'homme vieux-breton Catu-Uualon. La forme actuelle de ce toponyme, très proche phonétiquement du vieux breton, montre que le breton a cessé d'être parlé à cet endroit, avant qu'il n'évolue en moyen breton vers les formes : Cavalan, Cavalin ou Cazalan.
L'origine bretonne du nom de Rohars n'est qu'une hypothèse parmi d'autres et issue du dictionnaire de La Villemarqué. Il s'agit d'un traité de navigation écrit au XVe siècle par Ferrande signale entre Lavau et Cordemais des Roches qui vont hors, le nom Rohard n'étant pas précisé. Ces rochers, dangereux, étant plusieurs fois signalés comme étant la caractéristique du lieu.
Toutefois, de nombreuses formes anciennes antérieures à Ferrande attestent l'ancienneté de ce nom : Rohart 1211, Rahart 1224, Rohart 1330 et 1440[réf. nécessaire]. Des découvertes récentes ont montré que Rohars, qui était encore graphié Rohard au XIXe siècle, se retrouve écrit Rochart en 1503 dans un acte de vente de terrain et peut-être Roar en 1075 dans le cartulaire de Saint Cyprien de Poitiers. Sans doute, s'agit-il là de cacographies, car les formes plus anciennes impliquent un recours à l'anthroponyme germanique Rothard, pris absolument, et que l'on retrouve dans Bosc-le-Hard (Seine-Maritime, Bosco Rohardi 1080) et qui se perpétue dans le nom de famille Rouard, attesté dans la région au XIXe siècle.
Dans ce cartulaire, et à propos de dons de terres, il n'est pas fait mention de Bouée, qui n'existait pas encore en tant que paroisse, alors que Lavau-sur-Loire est désignée : Parrochia de Vallis.
En effet, Bouée était avant la Révolution une trève, paroisse-fille, fillette, feillette ou feuillette de la paroisse de Savenay. Cette trève n'existe que depuis la fin du  Moyen Âge et il est fort probable que jusqu'au début du deuxième millénaire Bouée n'existait pas comme véritable entité identifiable. La caractéristique du lieu était essentiellement de permettre l'accès à la Loire. L'essor de Rohars, la construction de châteaux, manoirs et maisons bourgeoises ont amené petit à petit la population à se découvrir une véritable sentiment d'appartenance à une communauté tournée vers le fleuve.
- ANCHORA BONI PORTUM, l'ancre du bon port, peut-on lire inscrit sur l'autel de l'église édifié en 1873 et aussi ANCHORA SALUTIS, l'ancre du salut. Comment mieux rappeler la vocation fluviale et portuaire de Bouée ?
- C'est une commune essentiellement rurale, aux deux tiers recouverte de marais qui furent aménagés aux XVIIIe et XIXe siècles ce qui lui permit de développer son élevage.
- Le port de Rohars connut à partir du Moyen Âge une activité importante comme tous les petits ports du bord Loire pour l'embarquement et le débarquement des bêtes, du roux (roseaux), du foin, du bois etc. L'activité de ces ports d'estuaire fut primordiale dans les échanges nord-sud ainsi que dans le commerce en direction de Nantes et ce jusqu'au XIXe siècle inclus.
- Au XVIe siècle des navires espagnols de la compagnie des Senores du Sauf Conduit y étaient établis.
- Au début du XXe siècle l'envasement de la Loire, naturel au départ fut  aggravé par la pose de pierres d'endiguement à partir de 1903. Le creusement du chenal et son recul fit perdre à Rohars son caractère portuaire. Les petits ports du bord de Loire furent tous abandonnés à leur sort après 1900.

## Légendes locales
Les envahisseurs Vikings serait à l'origine de la destruction du couvent Saint Hilaire d'après Fraslin et Jean Roland, qui l'écrit dans son Histoire de Savenay[réf. non conforme] « les ruines du couvent Saint Hilaire sont le témoignage du passage des Normands venus envahir la Bretagne »
Or, les incursions des Vikings ont débuté en 843, année où ils ont pillé la ville de Nantes et, selon la tradition, tranché la tête de l'évêque Gohard au pied de l'autel de la cathédrale le 24 juin après avoir massacré les habitants qui y avaient trouvé refuge.
Ces invasions perdureront au IXe et Xe siècles jusqu'à ce qu'Alain Barbetorte chasse les envahisseurs et fonde le duché de Bretagne en 936.
Il est évident que cette région n'a sans doute pas été épargnée par les pillards remontant l'estuaire de la Loire, mais à une époque où ni l'Abbaye Notre-Dame de Blanche-Couronne et encore moins le Prieuré du Tertre n'existaient.
Le prieuré a dû être fondé au début du XIIIe siècle ou, tout au plus, à la fin du XIIe, soit au moins 350 ans après la première attaque Viking et en 1469 les bâtiments du prieuré étaient encore intacts.
D'ailleurs dans un acte de 1669 publié dans l'ouvrage de Georges Durville l'Abbaye de Blanche Couronne et ses prieurés, il est bien précisé que la destruction du prieuré est due « aux inondations de la Loire ».
- Selon une légende locale, le nom de L'île Pipy serait lié au fait que Napoléon y ait uriné. Il serait venu dans l'île en 1808 pour y satisfaire un besoin pressant et naturel, à l'occasion d'une visite de l'estuaire, en exigeant pour cette raison d'être débarqué sur l'île.

Cela dit le voyage de Napoléon est historique, c'est même à cette occasion qu'il décida de faire de Saint-Nazaire le port avancé de l'estuaire pour compenser l'ensablement et l'envasement de la Loire.
Or, l'île était déjà nommée Pipy au XVIIIe siècle sur certaines cartes ce qui tord le cou à cette fable.
Sur certaines cartes du XVIIIe siècle - 1746 (BNF) et 1754 (AM Nantes), l'île est nommée « Îsle Mississippi » !
C'est un nom attribué par des cartographes au XVIIIe, le nom de Pipy n'étant pas d'origine locale. 
En effet l'île Pipy a été appelée l'île Neuve par les Bouésiens et nommée ainsi sur certaines cartes comme celle de Cassini : Isle Neuve. Fraslin instituteur et secrétaire de mairie de Bouée parle bien de l'île Neuve dans sa monographie sur Bouée en 1888.
Cette île est de formation récente. À l'époque de Fraslin elle est décrite comme étant d'origine peu reculée. Il précise aussi que les plus anciens se rappellent en avoir vu le terrain aussi mou que de la vase.

Il est inutile d'en chercher une origine complexe, à l'époque gallo-romaine cette île n'existait pas et c'est bien le nom Mississippi qui fut ensuite simplifié en Pipy. La consultation des différentes cartes en apporte la preuve. En tout cas Napoléon n'y est pour rien.

## Politique et administration
| Période                                  | Période  | Identité                          | Étiquette | Qualité                                |
| ---------------------------------------- | -------- | --------------------------------- | --------- | -------------------------------------- |
| 1790                                     | 1791     | Jean-François Roulland            |           | bourgeois                              |
| 1791                                     | 1796     | André Berranger                   |           | laboureur                              |
| 1800                                     | 1804     | Joseph Courant                    |           | bourgeois                              |
| 1804                                     | 1812     | Pierre Viaud                      |           | cultivateur                            |
| 1812                                     | 1815     | Vincent Magouet de La Trémelotrie |           | bourgeois                              |
| 1815                                     | 1830     | René Chevalier                    |           | cultivateur                            |
| 1830                                     | 1851     | Pierre Viaud                      |           | cultivateur                            |
| 1851                                     | 1854     | Jean-Baptiste David               |           | cultivateur                            |
| 1854                                     | 1881     | Pierre Viaud                      |           | cultivateur                            |
| 1881                                     | 1897     | Joseph Maugendre                  |           | propriétaire                           |
| 1897                                     | 1919     | Pierre Viaud                      |           |                                        |
| 1919                                     | 1935     | Pierre Cocaud                     |           | commerçant                             |
| 1935                                     | 1944     | Pierre Pageot                     |           | herbager                               |
| 1944                                     | 1959     | Émile Viaud                       |           |                                        |
| 1959                                     | 1977     | Émile Begnaud                     |           | cultivateur                            |
| 1977                                     | 1989     | Émile Viaud                       |           | agriculteur                            |
| 1989                                     | 2001     | Alain David                       |           | artisan-plâtrier                       |
| 2001                                     | 2014     | Claude Rousseaux                  |           |                                        |
| 2014                                     | 2020     | Jean-Paul Nicolas                 |           | Agriculteur                            |
| 2020                                     | En cours | André Le Borgne                   |           | Cadre de la fonction publique retraité |
| Les données manquantes sont à compléter. |          |                                   |           |                                        |

## Population et société

### Démographie
Selon le classement établi par l'Insee, Bouée fait partie de l'aire urbaine et de la zone d'emploi de Nantes et du bassin de vie de Savenay. Elle n'est intégrée dans aucune unité urbaine. Toujours selon l'Insee, en 2010, la répartition de la population sur le territoire de la commune était considérée comme « peu dense » : 92 % des habitants résidaient dans des zones « peu denses » et 8 % dans des zones « très peu denses ».

#### Évolution démographique
L'évolution du nombre d'habitants est connue à travers les recensements de la population effectués dans la commune depuis 1793. Pour les communes de moins de 10 000 habitants, une enquête de recensement portant sur toute la population est réalisée tous les cinq ans, les populations de référence des années intermédiaires étant quant à elles estimées par interpolation ou extrapolation. Pour la commune, le premier recensement exhaustif entrant dans le cadre du nouveau dispositif a été réalisé en 2006.

En 2022, la commune comptait 1 100 habitants, en évolution de +15,06 % par rapport à 2016 (Loire-Atlantique : +6,68 %, France hors Mayotte : +2,11 %).
| 1793 | 1800 | 1806 | 1821 | 1831 | 1836 | 1841 | 1846 | 1851 |
| ---- | ---- | ---- | ---- | ---- | ---- | ---- | ---- | ---- |
| 762  | 877  | 877  | 856  | 918  | 890  | 877  | 910  | 921  |

| 1856 | 1861 | 1866 | 1872 | 1876 | 1881 | 1886 | 1891 | 1896 |
| ---- | ---- | ---- | ---- | ---- | ---- | ---- | ---- | ---- |
| 924  | 887  | 891  | 896  | 909  | 876  | 833  | 846  | 818  |

| 1901 | 1906 | 1911 | 1921 | 1926 | 1931 | 1936 | 1946 | 1954 |
| ---- | ---- | ---- | ---- | ---- | ---- | ---- | ---- | ---- |
| 800  | 759  | 722  | 622  | 638  | 591  | 589  | 569  | 527  |

| 1962 | 1968 | 1975 | 1982 | 1990 | 1999 | 2006 | 2011 | 2016 |
| ---- | ---- | ---- | ---- | ---- | ---- | ---- | ---- | ---- |
| 525  | 455  | 435  | 571  | 618  | 661  | 807  | 879  | 956  |

| 2021  | 2022  | - | - | - | - | - | - | - |
| ----- | ----- | - | - | - | - | - | - | - |
| 1 072 | 1 100 | - | - | - | - | - | - | - |

En 1856 avec 924 habitants la commune atteint le seuil le plus haut connu. Le seuil plancher après l'exode rural est atteint en 1975. Une nette reprise démographique apparaît ensuite, avec une progression d'environ 90 % en 30 ans.
- À ce titre Bouée est un exemple type de commune qui après l'exode rural connait depuis la fin du XXe siècle un accroissement spectaculaire de sa population dû à l'arrivée de néo-ruraux ce qui n'est pas sans poser de problèmes d'intégration et d'équipements communaux.
- Le tissu associatif, très présent à Bouée, permet de créer un sentiment d'appartenance à une communauté de village indispensable pour sauvegarder une bonne qualité de vie et d'entente entre tous les habitants.

#### Pyramide des âges
La population de la commune est relativement jeune.
En 2018, le taux de personnes d'un âge inférieur à 30 ans s'élève à 37,1 %, soit en dessous de la moyenne départementale (37,3 %). À l'inverse, le taux de personnes d'âge supérieur à 60 ans est de 19,9 % la même année, alors qu'il est de 23,8 % au niveau départemental.
En 2018, la commune comptait 484 hommes pour 513 femmes, soit un taux de 51,45 % de femmes, légèrement supérieur au taux départemental (51,42 %).
Les pyramides des âges de la commune et du département s'établissent comme suit.
| Hommes | Classe d’âge | Femmes |
| ------ | ------------ | ------ |
| 0,0    | 90 ou +      | 1,3    |
| 3,5    | 75-89 ans    | 5,5    |
| 15,0   | 60-74 ans    | 14,4   |
| 19,8   | 45-59 ans    | 18,1   |
| 27,4   | 30-44 ans    | 21,1   |
| 12,1   | 15-29 ans    | 17,2   |
| 22,2   | 0-14 ans     | 22,6   |

| Hommes | Classe d’âge | Femmes |
| ------ | ------------ | ------ |
| 0,6    | 90 ou +      | 1,8    |
| 6      | 75-89 ans    | 8,6    |
| 15,1   | 60-74 ans    | 16,4   |
| 19,4   | 45-59 ans    | 18,8   |
| 20,1   | 30-44 ans    | 19,3   |
| 19,2   | 15-29 ans    | 17,4   |
| 19,5   | 0-14 ans     | 17,6   |

## Lieux et monuments
- Église Notre-Dame construite à partir de la chapelle primitive datant très probablement du XIVe siècle (aujourd'hui sacristie). Elle fut agrandie à deux reprises et terminée en 1606. La date de 1550 précisée par Fraslin dans sa monographie pour la sacristie est erronée. C'est 1530 en réalité qui est inscrite sur un retable sculpté de style Renaissance mais peut être postérieur à la chapelle primitive.
- Port relique de Rohars où l'on peut voir la chapelle Sainte-Anne, dernier témoin du Prieuré de Rohard de l'ordre de Saint Augustin dépendant de l'Abbaye Sainte-Marie de Pornic et établi au moins depuis le XIVe siècle. Cette chapelle reconstruite en 1707 fut aussi restaurée en 1848 date à laquelle lui fut ajoutée une sacristie. Laissée à l'abandon depuis 1967 elle était en ruine en 2005 lorsqu'une dernière reconstruction fut entamée. Depuis novembre 2011 l'ancienne chapelle, devenue bien communal en 2004, est à nouveau réhabilitée. Elle n'est plus un lieu de culte mais est devenue un site touristique.  L'ancienne chapelle abrite régulièrement des expositions et concerts durant l'été.
- Le moulin de Rochoux, XVIe siècle porte les armes du seigneur du Châtelier et est inscrit Monument historique en 1982.
- Moulin restauré du Haut-Chemin.
- Château de la Cour de Bouée, bâtiment principal construit au XVIIIe siècle. Il existe encore une chapelle, un puits (XVIIIe siècle) et une fuie (pigeonnier) de mille niches. Le château de Bouée est le dernier endroit où on a pratiqué la Religion Réformée en Bretagne avant la révocation de l'édit de Nantes. Le temple était peut-être fréquenté par René Turpin, de Campbon condamné à 10 ans de galères en 1688 numéro d'écrou 10270
- Manoir de la Bessardais XVIIIe siècle.
- Manoir de la Rostannerie construit par les d'Espinose, famille noble d'Espagne.
- Château du Châtelier, encore intact au XVIIe siècle. Laissé sans entretien par la suite, il ne reste plus que des dépendances.
- Grandes maisons bourgeoises, en particulier dans le bourg.
- Prieuré bénédictin Saint Hilaire du Tertre en bord de Loire dont il ne reste plus rien aujourd'hui. Il dépendait de l'Abbaye Notre-Dame de Blanche-Couronne et fut établi au XIIe siècle ou au début du XIIIe. Les bâtiments furent délaissés au milieu du XVIe siècle.
- Nombreuses croix dont la croix curviligne des Margats, souvent définie à tort comme croix celtique, certainement très ancienne mais non datée. Une croix du Margat est bien signalée dans un aveu de 1469, mais on ne sait pas s'il s'agit de la même.
- Stèle gauloise du second âge du fer, au village de la Gautrais, abusivement identifiée quelquefois comme borne de voie romaine, souvent appelée le menhir de Rudesse.

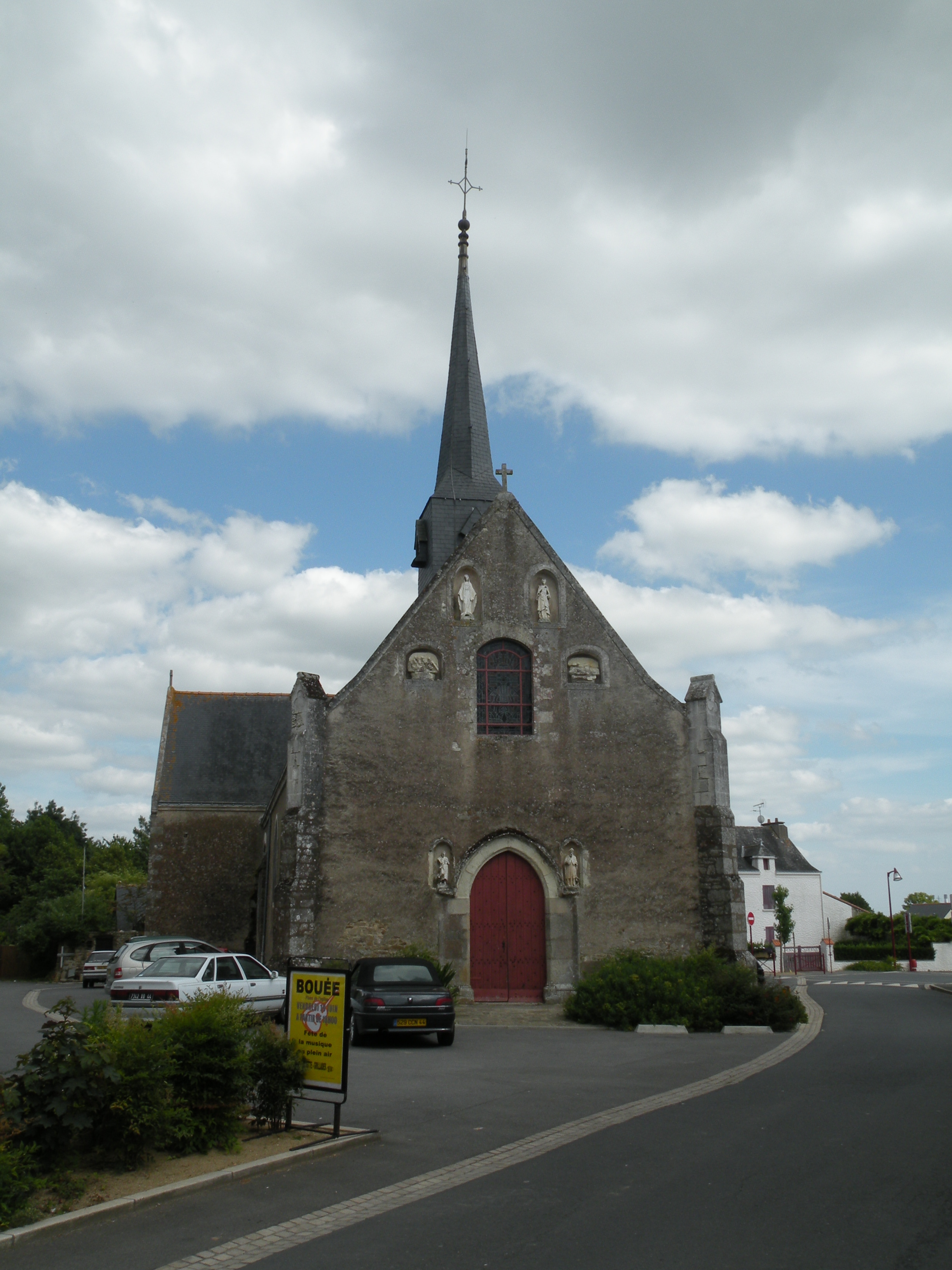
L'église Notre-Dame.
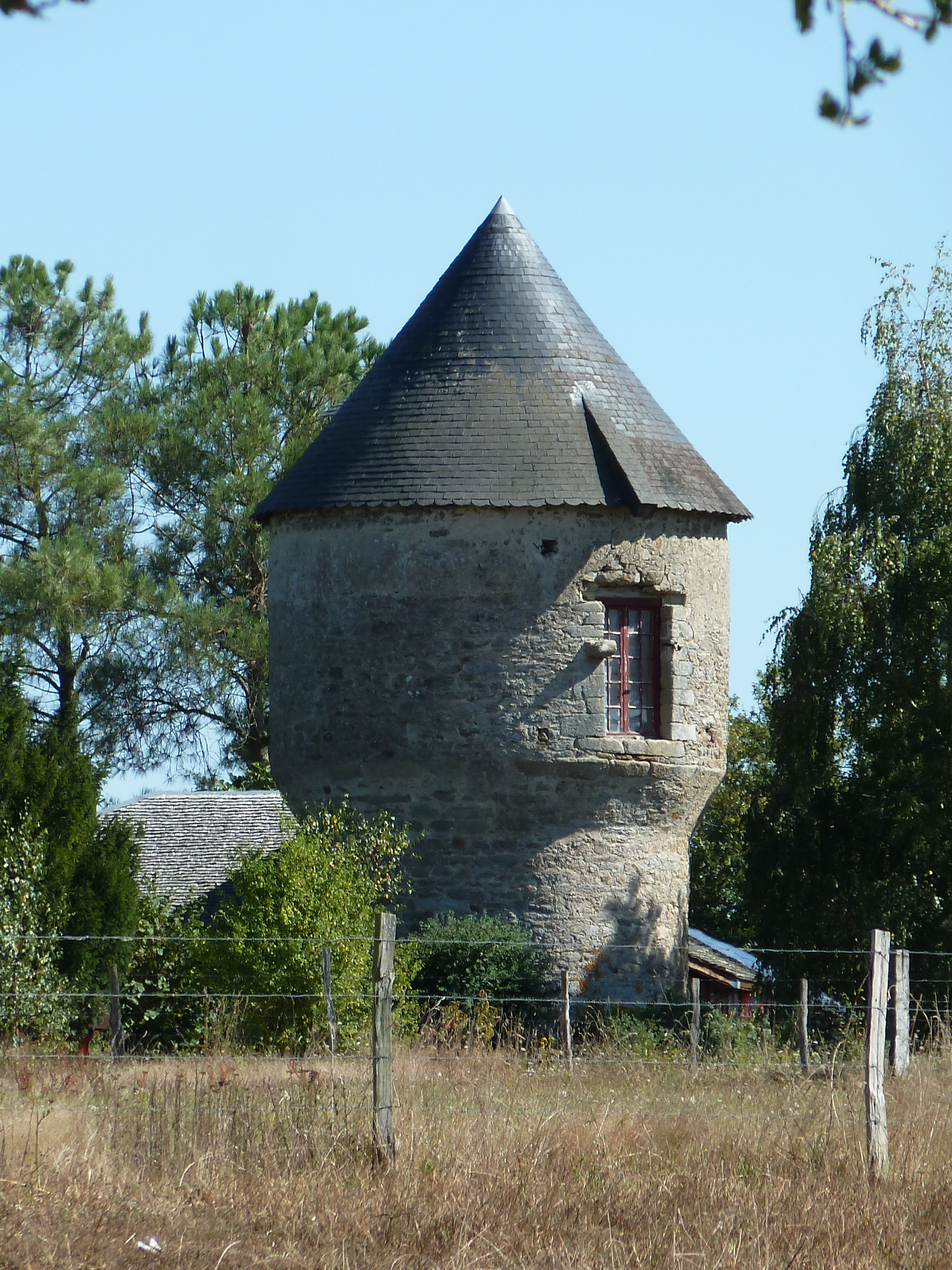
Moulin de Rochoux.
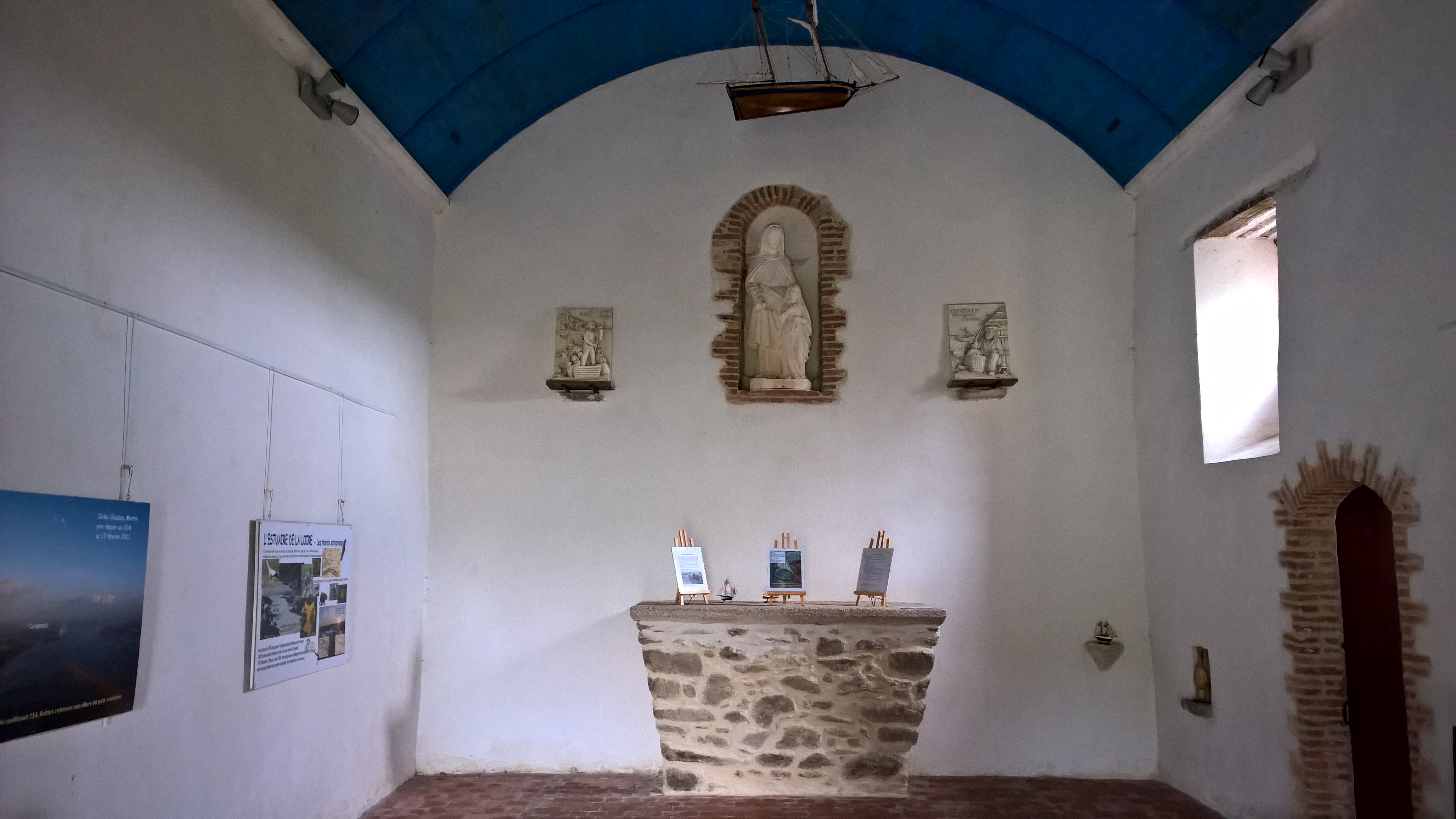
Chapelle Sainte-Anne-de-Rohars.
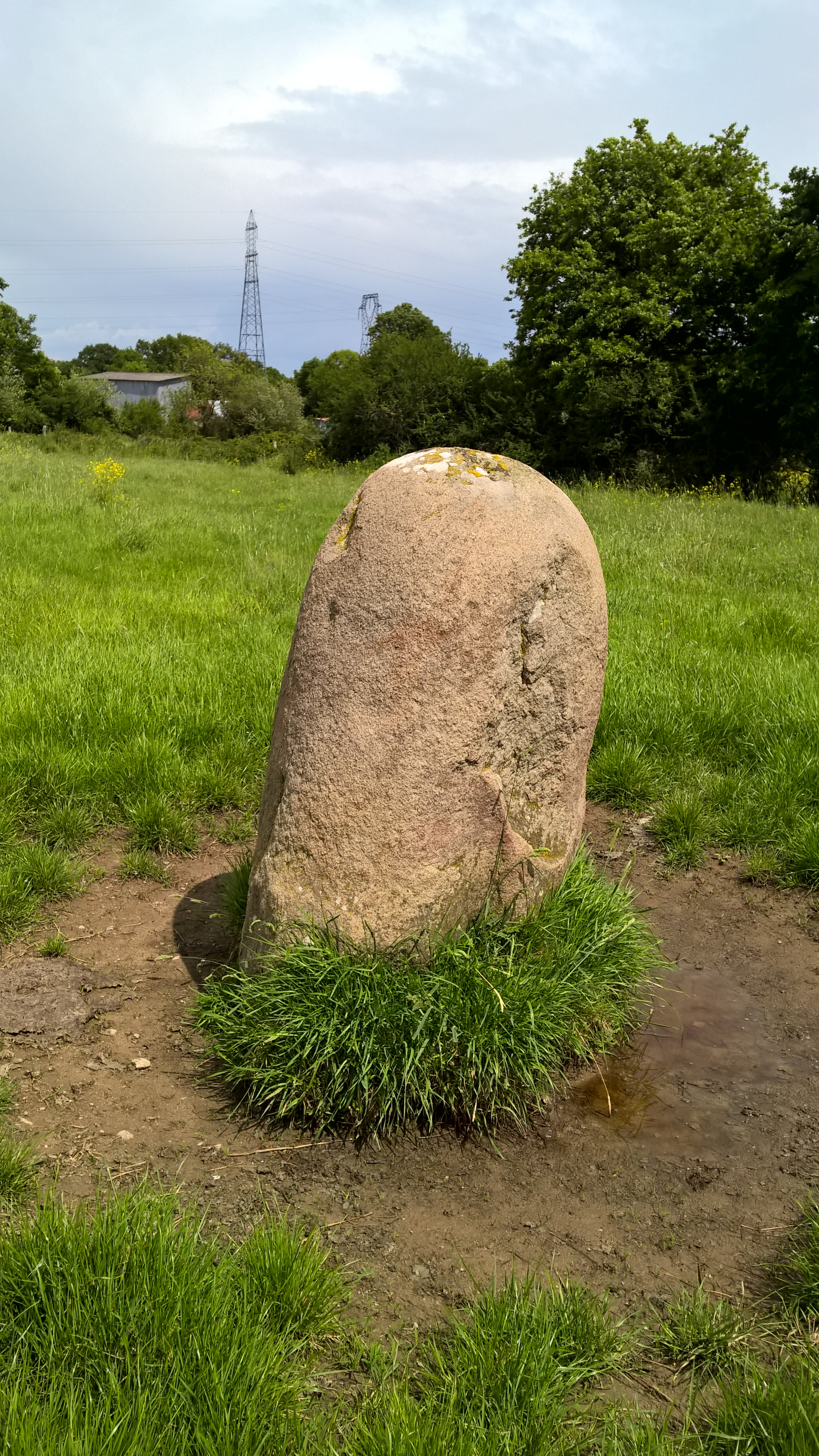
Pierre des Huguenots.

## Personnalités liées à la commune
- Anne Georges Augustin de Monti (1753 - 1788), frère cadet de Louis Claude René de Monti dernier seigneur de la Cour de Bouée. Il fut second de Jean-François de La Pérouse sur la Boussole. Il périt en 1788 au large de l'île Vanikoro au terme de l'expédition de La Pérouse.
- Yvon Labarre (1943-2008), artiste peintre né à Bouée où il avait installé son atelier en 1978. Expositions nationales et internationales